# Athetis nonagrica
Athetis nonagrica là một loài bướm đêm thuộc họ Noctuidae. Nó được tìm thấy ở Borneo, bán đảo Mã Lai, Sulawesi và New Guinea.